# Killall
killall یک ابزار در سیستم‌های شبه‌یونیکس است. این ابزار به دو صورت کاملاً متفاوت وجود دارد.
- این دستور در UNIX System V (از جمله Solaris) و با ابزار sysvinit لینوکس تمام فرایندهایی که کاربر قادر به کشتن (kill) است را می‌کشد. اگر توسط کاربر ریشه اجرا شود سیستم خاموش می‌شود.[۱]
- در فری‌بی‌اس‌دی (و همین‌طور سیستم عامل Mac OS X) و با ابزار psmisc لینوکس، شبیه به دستور pkill و skill عمل می‌کند و تنها فرایندی که در دستور مشخص شده را می‌کشد.[۲][۳][۴]

هر دو دستور، مانند دستور kill، سیگنال ارسال می‌کنند.